# Ла-Побла-де-Беніфаса
Ла-Побла-де-Беніфаса, Пуебла-де-Беніфасар (валенс. La Pobla de Benifassà (офіційна назва), ісп. Puebla de Benifasar) — муніципалітет в Іспанії, у складі автономної спільноти Валенсія, у провінції Кастельйон. Населення — 283 особи (2010).

## Географія
Муніципалітет розташований на відстані близько 330 км на схід від Мадрида, 75 км на північ від міста Кастельйон-де-ла-Плана.
На території муніципалітету розташовані такі населені пункти: (дані про населення за 2010 рік)
- Бальєстар: 51 особа
- Бойшар: 20 осіб
- Конвенто-де-Беніфасар: 11 осіб
- Корачар: 30 осіб
- Фредес: 41 особа
- Мангранер: 3 особи
- Масія-Моліно-Абад: 10 осіб
- Ла-Побла-де-Беніфаса: 116 осіб
- Сан-Педро: 1 особа

## Демографія
Динаміка населення (INE ):

## Галерея зображень

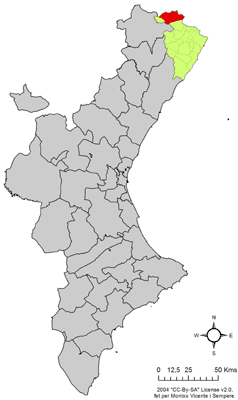
Розташування муніципалітету Ла-Побла-де-Беніфаса у автономній спільноті Валенсія
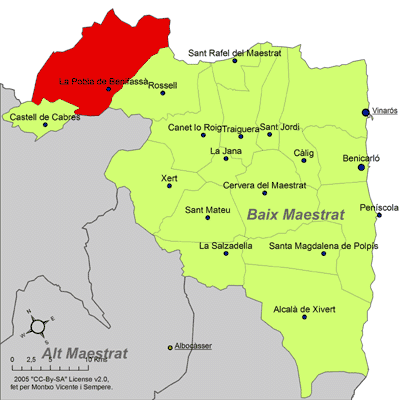
Розташування муніципалітету Ла-Побла-де-Беніфаса у комарці Бахо-Маестрасго
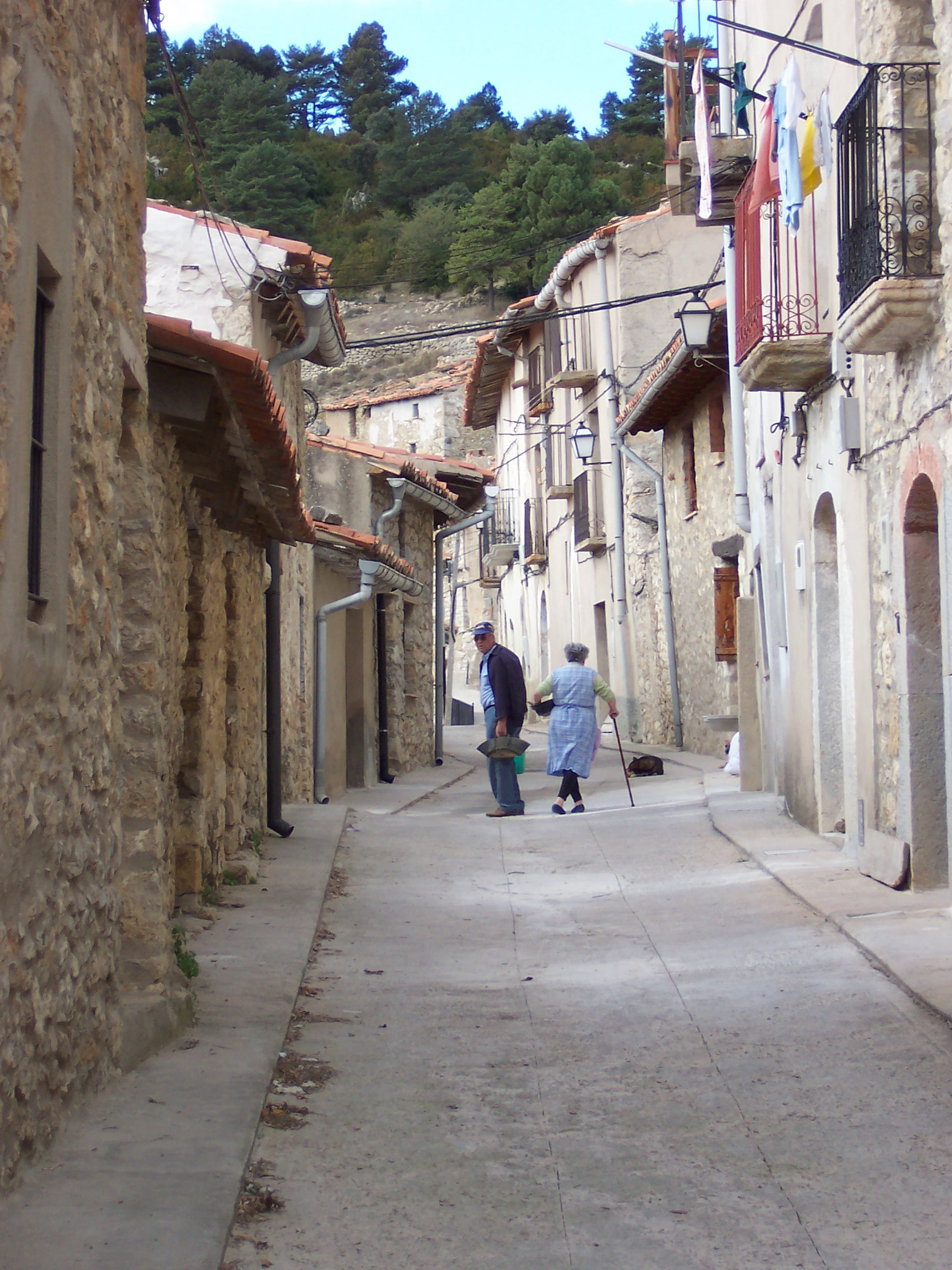
Бойшар
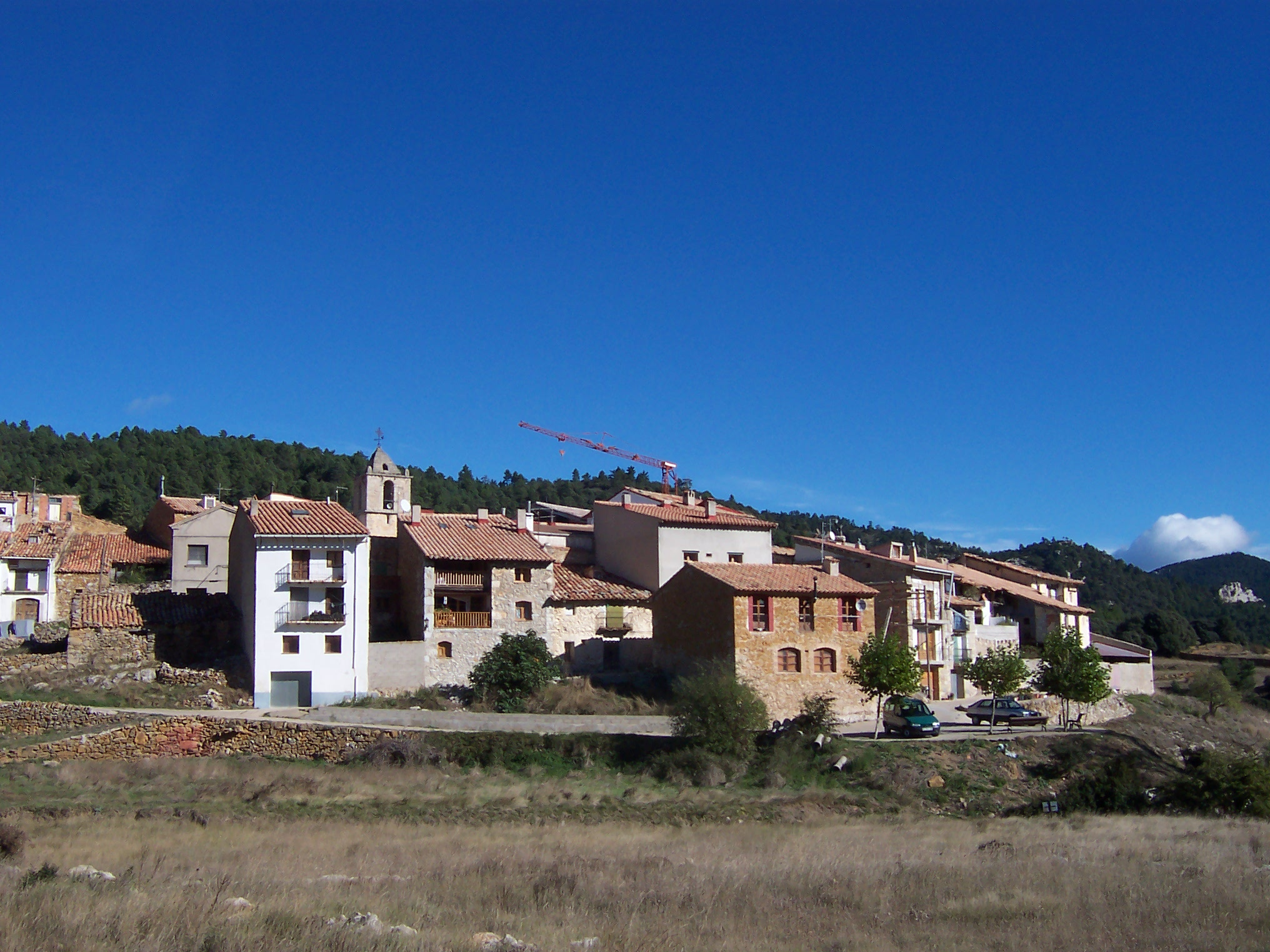
Фредес